# TezJet
TezJet je letecká společnost se sídlem v Biškeku v Kyrgyzstánu. Letecká společnost letá pouze v rámci vnitrostátních linek. Společnost byla založena 23. dubna 2013. Je připravovaná i první linka mimo Kyrgyzstán.

## Flotila
Flotilu k roku 2024 tvoří tři letadla. Průměrné staří letadel skoro 28 let.

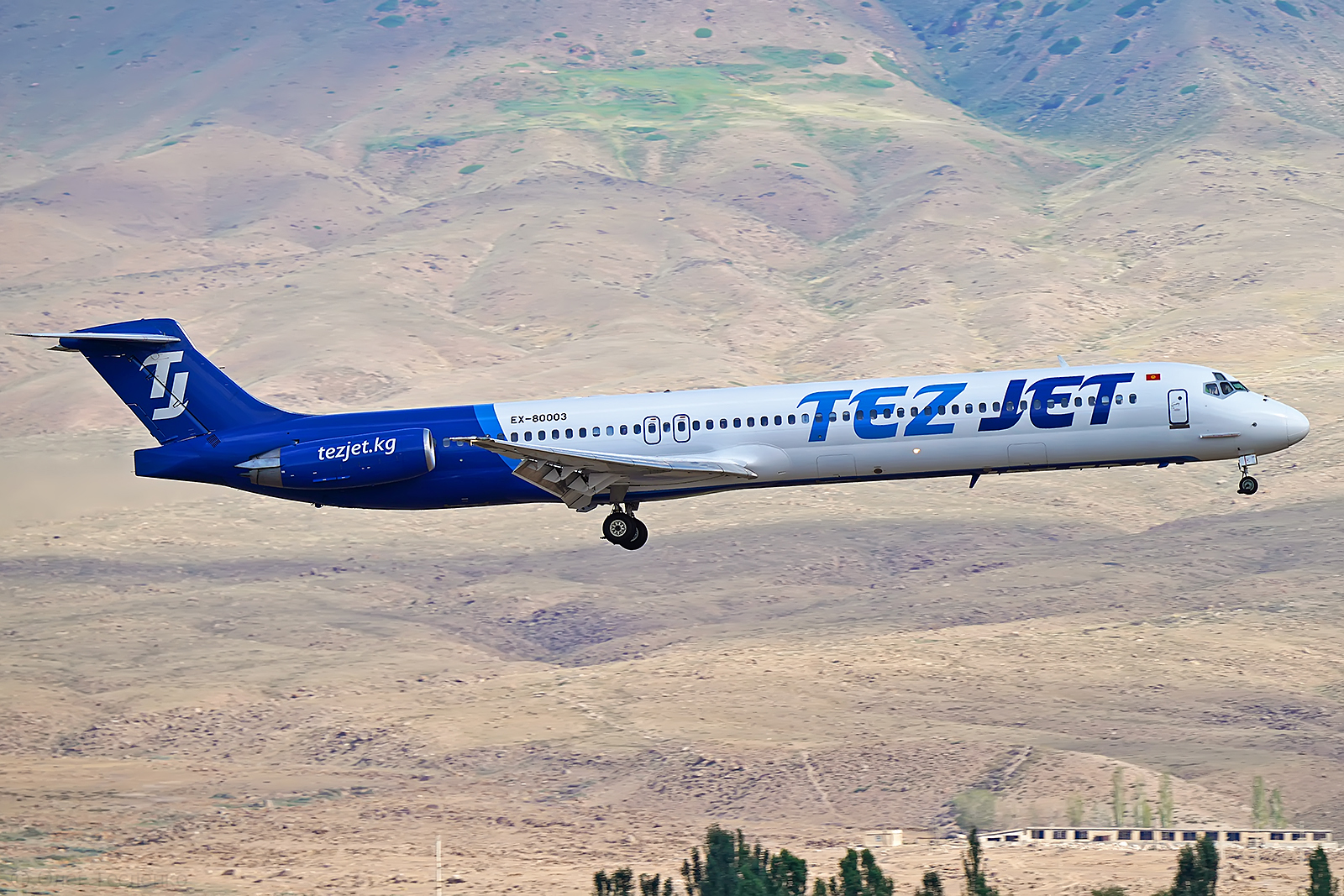
MD83 přistává u jezera Issyk -kul

| Letadlo                 | Ve službě | Kapacita |
| ----------------------- | --------- | -------- |
| BAe 146/Avro RJ85       | 2         | 96       |
| McDonnell Douglas MD-83 | 1         | 164      |

## Incidenty
1. března 2018 – letadlo muselo nouzově přistát na letišti v Biškeku. Příčinou incidentu byl nefunkční motor. Nikdo při incidentu nebyl zraněn.